# Контроль времени
Контро́ль вре́мени — ограничение времени обдумывания ходов, используемое в шахматах, шашках и некоторых других играх.
Обычно противники имеют одинаковый лимит времени. Время, которое каждый игрок тратит на обдумывание своих ходов, фиксируется. Игрок, первым израсходовавший всё своё время, по общему правилу признаётся проигравшим независимо от положения в партии. Если у кого-то из игроков первоначальный лимит времени больше, это может расцениваться как фора (за исключением армагеддона). В некоторых случаях правила проведения соревнований предусматривают уменьшение времени игрока в качестве штрафа за нарушение правил турнира. Положение, когда игроку нужно сделать достаточно много ходов, а оставшегося времени мало, называется цейтнотом.

## История
По всей видимости, впервые контроль времени был введён в шахматах в XIX веке. Необходимость в ограничении времени появилась, когда игра приобрела популярность и стали проводиться достаточно массовые турниры, в том числе в присутствии зрителей.
Введение контроля времени диктовалось, в основном, двумя соображениями:
- Организационные ограничения — в официальном турнире необходимо планировать сроки проведения соревнования.
- Блокирование нечестной игры — существовала практика намеренного затягивания партии слабыми игроками, в расчёте на то, что соперник из-за длительного ожидания утомится и начнёт делать ошибки.

В европейских шахматах первым официальным соревнованием с контролем времени был матч Даниэля Гарвица с Иоганом Левенталем, состоявшийся в 1853 году; в нём каждый игрок должен был тратить на ход не более десяти минут, время измерялось обычными песочными часами, просрочка времени наказывалась денежным штрафом. Позже англичанин Вильсон изобрёл специальные шахматные часы, с двумя спаренными часовыми механизмами, из которых одновременно работал только один. В 1883 году на Лондонском международном турнире они были применены в первый раз. В течение последующих 17 лет часы совершенствовались, приобретя к 1900 году современный облик: два механизма с циферблатами в одном корпусе, две кнопки переключения. После завершения установленного лимита времени на соответствующей стороне часов падал поднимаемый стрелкой флажок, что означало проигрыш по времени. От него возникли такие выражения, как «игра на флажок» (см. ниже).
Контроль времени вошёл в практику не сразу. В некоторых турнирах с контролем времени игрок, не уложившийся в лимит, не проигрывал, а должен был платить денежный штраф. На последнем таком турнире в 1906 году в Нюрнберге правилами был установлен штраф в одну марку за каждую просроченную минуту; по итогу турнира от его применения пришлось отказаться, так как некоторые участники накопили долги, которые не могли погасить. Впоследствии все официальные шахматные турниры стали проводиться только с контролем времени, а просрочка стала приводить (с рядом оговорок) к присуждению поражения.
Из шахмат контроль времени перешёл и в другие настольные игры: шашки, рэндзю, го и другие. При некоторых отличиях (см. ниже), вызванных особенностями и традициями конкретных игр, в целом механизм контроля в них тот же.
Механические шахматные часы с минимальными изменениями просуществовали более сотни лет, они до сих пор производятся и используются. Но в XXI веке их активно вытесняют появившиеся в 1990-х годах электронные игровые часы, которые автоматически отрабатывают сложные схемы распределения игрового времени (например, контроль Фишера невозможно использовать без специальных часов) и могут интегрироваться с электронными игровыми досками, обеспечивая полную автоматизацию контроля игры.

Когда устанавливается какой-либо закон, тотчас появляются попытки его обойти. Если ввести правила, призванные быть преградой нечестной игре, то … найдутся такие, которые постараются использовать эти правила нечестно… 

Ясунари Кавабата. «Мэйдзин»

В результате введения контроля времени многочасовые раздумья над ходами прекратились, но появилась другая проблема — цейтнот. Вместе с ним возникла практика «игры на флажок»: игрок, имеющий худшее положение в партии, начинал тянуть время в надежде, что противник физически не успеет сделать необходимые ходы и проиграет из-за просрочки времени. Появились сомнительные рекомендации и приёмы, например: «Если вы в цейтноте, то не рекомендуется ходить без острой необходимости фигурами через все поле. Если же противник попал в цейтнот, очень полезны бывают неожиданные ходы, которые противник, наверное, ещё не успел предусмотреть». Пользуясь тем, что в цейтноте игрок не успевает записывать свои ходы в бланк, ориентируясь на записи соперника, некоторые шахматисты иногда намеренно записывали в свой бланк один из последних ходов дважды. Соперник, увидев, что нужное количество ходов сделано, переставал следить за временем и спокойно обдумывал следующий ход. Когда после падения флажка судья подходил проверить, сделано ли нужное количество ходов, «ошибка» внезапно обнаруживалась, и фиксировалась просрочка времени.
Некоторые шахматисты, имеющие развитую интуицию и способность к принятию быстрых решений, научились использовать свой цейтнот. В начале партии такой игрок намеренно тянет время, чтобы оказаться в цейтноте. Когда цейтнот наступает, соперник, видя это, обычно пытается отвечать на ходы максимально быстро, чтобы не дать находящемуся в цейтноте возможности обдумывать ответные ходы в своё время. Но, имея худшие способности к быстрой игре, он чаще делает ошибки и проигрывает.
Порядок контроля времени долгое время был достаточно простым: выделялся лимит времени на всю игру или на некоторое количество ходов. Во многом это было связано с примитивностью механических шахматных часов, не позволяющих без ручной перенастройки контролировать истечение более одного интервала времени на игрока. Создание электронных шахматных часов дало возможность использования нетрадиционных, более сложных алгоритмов выделения времени; с их помощью может не только контролироваться общее время игры, но и задаваться определённый темп ходов.

## Порядок игры с контролем времени
- На часах устанавливается лимит времени для каждого игрока. Часы исходно выключены (на механических часах такому состоянию соответствует полунажатие обеих кнопок, когда не работает ни один из механизмов).
- В момент начала партии судья либо игрок, ходящий вторым, включает часы (на механических часах — нажимает кнопку на своей стороне, у электронных часов может быть отдельная кнопка включения).
- Сделав ход, игрок переключает часы, останавливая отсчёт своего времени и запуская отсчёт времени противника. При этом любые действия с игровым полем и фигурами, сопровождающие ход (например, снятие побитых фигур), должны быть сделаны до переключения часов.
- Игрок должен переключать часы той же рукой, которой он делал ход (чтобы гарантировать, что часы переключены по завершении хода).
- Если игрок считает необходимым привлечь внимание судьи, он может остановить часы. Если судья сочтёт, что обращение было необоснованным, он может уменьшить время игрока, остановившего часы.
- В случае опоздания игрока, который должен делать первый ход, к началу партии, судья запускает его часы.
- Последствия опоздания игрока к началу партии определяются традициями игры и правилами конкретного турнира:
  - «Принцип нулевого опоздания», который обычно применяется в XXI веке в шахматах, причём как к ходящему первым, так и к ходящему вторым: опоздавшему к началу партии засчитывается техническое поражение, независимо от времени опоздания.
  - Дополнительный штраф за опоздание. В XX веке в шахматах типичным был штраф «два к одному», то есть снятие у игрока двух минут игрового времени за каждую минуту опоздания.
  - Правила турнира могут оговаривать допустимое время опоздания. В этом случае дополнительные штрафы не применяются.
- Если время, выделяемое игрокам на партию, достаточно велико, партия может играться более одного игрового дня. В этом случае в момент откладывания партии игровые часы останавливаются, их показания на момент остановки записываются, а на следующий день при доигрывании часы запускаются с тех же показаний.

В разных играх существуют разные традиции относительно того, к каким результатам приводит просрочка времени и кто должен следить за соблюдением временного лимита.

## Виды контроля времени
Существует несколько видов системы контроля времени. Большинство из них появились в шахматах, но распространяются и на другие виды игр.
- Лимит на игру — лимит времени игрокам даётся на всю игру, независимо от числа ходов, которые будут сделаны. Он наиболее прост технически, но неоптимален, поскольку провоцирует жёсткий цейтнот — в партии из сотни ходов (а в Го, например, ходов может быть существенно больше) игроку бывает трудно спрогнозировать расход времени.
- Лимит на ход — ограничивается время не на всю игру или её часть, а на каждый ход в отдельности. Исторически именно этот вид был первым, но не прижился ввиду несоответствия характеру большинства игр — позиции в игре могут быть очень неравноценные, и если в одной для нахождения лучшего хода достаточно секунды, то в другой могут понадобиться десятки минут. Нивелировка времени на ход неудобна и плохо влияет на качественную составляющую игры, так как именно в самых трудных позициях чаще всего приводит к выбору не лучшего хода из-за недостатка времени на обдумывание.
- Лимит на определённое число ходов — игра делится на периоды из определённого числа ходов. Игрок должен сделать это число ходов за заданное время (например, 20 ходов за час). Если игрок успевает сделать указанное число ходов за меньшее время, оставшееся время может либо теряться, либо (что применяется чаще) добавляться к времени следующего периода. Размеры периодов и отводимое на них время могут быть как одинаковыми, так и разными, а в последнем периоде время может даваться уже не на определённое число ходов, а на доигрывание партии до конца. Именно эта схема применялась до последнего времени и применяется сейчас в шахматах. Она, с одной стороны, дисциплинирует игроков (так как лимиты даются не на всю партию, а на её части), с другой — в отличие от схемы с лимитом на ход, позволяет игроку расходовать время на ходы дифференцированно — делать простые ходы быстро, сохраняя больше времени на обдумывание трудных. Недостатком этой схемы является то, что игрок, теоретически, может оказаться в цейтноте столько раз, на сколько периодов разбита игра, а не один, как в первой схеме.
- Лимит с добавлением времени — на партию или на какое-то число ходов даётся фиксированный лимит времени, но при каждом ходе игрока его лимит времени увеличивается. Есть несколько схем контроля времени с добавлением:
  - Контроль с задержкой без накопления — часы включаются не сразу после нажатия на кнопку, а через определённое время, составляющее обычно несколько секунд. Если игрок успевает сделать очередной ход и переключить часы за это время, то его основные часы не запускаются, и базовый лимит времени не расходуется. Накопление времени происходит за счёт тех ходов, которые были сделаны в течение времени задержки. Увеличиваться лимит не может, так как неиспользованное время задержки не суммируется. Часы, реализующие этот вид контроля, называют ещё «часами с цейтнотной зоной», поскольку основная идея задержки включения часов — сгладить жёсткий цейтнот. Например, если у игрока в выигрышной позиции осталось около десятка секунд основного времени, а для реализации преимущества нужно двадцать — тридцать ходов, то при обычном контроле соперник может «играть на время» и выиграть, а при наличии «цейтнотной зоны» это уже не получится.
  - Контроль Бронштейна — схема с возвратом после хода, предложенная Давидом Бронштейном. Устанавливается лимит на партию и определённое небольшое «возвращаемое время». При каждом переключении часов после хода часы ходившего игрока возвращаются назад на это время, но не далее, чем до предыдущих показаний (то есть стрелка часов не может вернуться дальше положения, которое было перед этим ходом). Как нетрудно заметить, эта схема аналогична предыдущей, за одним исключением — дополнительное время добавляется не перед ходом, а после него. Поэтому если в предыдущей схеме игрок, у которого осталось, допустим, менее полсекунды времени основного лимита, может неограниченно долго играть на задержках, то при использовании контроля Бронштейна он просрочит время, поскольку не успеет сделать за оставшиеся доли секунды очередной ход.
  - Контроль Фишера — контроль с добавлением времени на каждом ходу и суммированием, предложенный Фишером. На игру устанавливается общий лимит, и на каждом ходу игрока к его лимиту прибавляется определённое небольшое время. Таким образом, если очередной ход сделан за время, меньшее добавляемого, то лимит будет расти, если за бо́льшее — уменьшаться. Делая ходы быстро, игрок создаёт себе «запас» времени, который он может израсходовать в любой момент. Принципиальное отличие от контроля Бронштейна состоит в том, что оставшееся время при контроле Фишера может расти, в то время как при контроле Бронштейна оно может только уменьшаться, и игрок, уже истративший много времени, не может снова «запасти» его за счёт быстрой игры.
- Песочные часы — способ контроля времени, который иногда применяется для развлечения, и никогда — в серьезных соревнованиях. Заключается в том, что игроки берут обычные песочные часы (одни на двоих) и ставят их в среднее положение (половина песка в одной колбе, половина — в другой). Когда часы поставлены одним концом вверх — идёт время одного игрока, когда другим — другого. «Переключение» заключается в переворачивании часов игроком, сделавшим ход. Таким образом, изначально оба игрока имеют одинаковый лимит в несколько минут, и игрок, обдумывая ход, передаёт часть своего лимита противнику. Этот вид контроля иногда поддерживается в современных электронных игровых часах — эффект песочных часов имитируется алгоритмом работы часов, при котором время, потраченное одним из игроков, добавляется к времени его противника[1].

## Нормы и особенности контроля времени в различных играх

### Шахматы
По правилам ФИДЕ при игре с обычным контролем игроки обязаны вести запись партии за счёт своего контрольного времени. В быстрых шахматах и блице это требование не предъявляется.
Время считается просроченным, если падение флажка на часах соответствующего игрока заметил арбитр, либо если падение флажка заметил один из игроков и обратил на это внимание арбитра (правила ФИДЕ, п. 6.9). Игроку, просрочившему время, засчитывается поражение, за следующими исключениями:
- Если на момент падения флажка позиция в партии такова, что противник просрочившего время игрока не может поставить мат в принципе, даже при самой плохой игре соперника (то есть невозможен даже кооперативный мат), то присуждается ничья.
- Если до обнаружения падения флажка на доске партия уже была завершена (мат, пат, сдача, мёртвая позиция), то показания часов не учитываются.
- Если обнаруживается, что флажки упали у обоих игроков и невозможно сказать, какой упал первым (такое бывает очень редко и только с механическими часами), то:
  - Если этот факт обнаруживается в последнем периоде игры (тот период контроля времени, в котором партия должна быть закончена), то присуждается ничья.
  - Если падение обоих флажков обнаруживается не в последнем периоде игры, то партия должна быть продолжена. Установка времени и числа ходов на часах при этом остаётся на усмотрения арбитра.

После введения контроля времени лимит постоянно уменьшался:
- первоначально, в конце XIX века, он составлял 2 часа на каждые 20 ходов;
- в первой половине XX века чаще играли с контролем 2 часа на первые 30 ходов и по 1 часу на каждые следующие 15;
- ко второй половине XX века лимит уменьшился до 2,5 часов на первые 40 ходов и по 1 часу на каждые следующие 16;
- в конце 1980-х годов опробовался контроль 1,5 часа на первые 30 ходов и по 1 часу на каждые следующие 30 ходов.

Сейчас стандартный лимит для классических шахмат — 2 часа на 40 ходов, затем 1 час на следующие 20 ходов и ещё 30 минут до конца партии, либо 2 часа на 40 ходов, после чего сразу от 30 минут до 1 часа до конца партии. Проводятся турниры по быстрым шахматам, где на всю партию даётся порядка 30 минут, и блиц-турниры, в которых время ограничено ещё сильнее — от 3 до 10 минут на партию.
В последние годы на турнирах часто применяют контроль с добавлением времени, например, «турнирный контроль Фишера» («Fischer tournament»), представляющий собой комбинацию традиционного лимита на период и контроля Фишера. В этой системе партия разбивается на три этапа:
1. 100 минут на 40 ходов (неиспользованное время добавляется к лимиту второго периода);
2. 50 минут на 20 ходов (неиспользованное время добавляется к лимиту третьего периода);
3. 10 минут до конца партии, по системе Фишера, после каждого сделанного хода игроку автоматически добавляется по 30 секунд.

По этой системе играли, например, на чемпионате ФИДЕ 1997—1998 года. Иногда используют систему Фишера из двух периодов (дополнительное время даётся при игре во втором периоде) или даже «чистый» контроль Фишера (около получаса на всю партию плюс несколько секунд на каждый сделанный ход).
«Часы Фишера» (по-другому «Часы ФИДЕ») впервые были применены в 1992 году в матче Фишер-Спасский (Югославия). Часы были изготовлены по патенту США № 4,884,255 «Digital chess clock» от 28 ноября 1989 года (автор — Роберт Фишер).
Кроме того, всё чаще используются часы с так называемой «цейтнотной зоной»: по исчерпании лимита игроку на каждый следующий ход даётся резко ограниченное время (от нескольких секунд до минуты—двух). Благодаря этому сглаживаются отрицательные последствия цейтнота и исчезает возможность «игры на флажок» — как бы ни мало было время игрока, его всегда достаточно, чтобы реализовать преимущество, если таковое есть.

### Шведские шахматы
Особую роль играет контроль времени в шведских шахматах, где две команды по два или более игрока играют на двух или более досках одновременно. В них он существенным образом влияет на тактику игры. В шведских шахматах пользуются шахматными правилами для блиц-турниров, время на партию редко превышает 15 минут. Игра ведётся командой, и исчерпание времени команды фиксируется, когда любой из её участников просрочит время в своей партии. Таким образом, если на одной доске игрок команды добился заведомо выигрышной позиции и время его соперника хуже, чем у партнёра на другой доске, партнёр может «зависнуть» — просто перестать ходить и дождаться истечения игрового времени команды соперника.

### Го и сёги
В го и сёги контроль времени начал использоваться в первой половине XX века, причём, в отличие от европейских шахмат, эти функции, как и запись партии, сначала выполняли специально для этой цели приглашённые ассистенты, до появления специальных часов измерявшие время обычным секундомером. В профессиональных сёги этот обычай сохранился до сих пор, хотя и не повсеместно: такой порядок соблюдается в партиях Международного форума сёги и в матчах за высшие титулы; слежение за временем и ведение кифу обычно поручается лучшим учащимся Сёрэйкай и профессиональным сёгисткам. В го он соблюдается в некоторых матчах за титулы в Японии. Но в массовых турнирах используются обычные игровые часы и правила, похожие на шахматные: игроки сами переключают часы, ход должен быть сделан полностью до переключения, часы должны переключаться той же рукой, которой делался ход.
Лимит времени может достаточно сильно разниться от турнира к турниру. Обычно он находится в пределах от полутора до трёх часов на партию каждому игроку. «Быстрые» партии играются с лимитом 30 минут на игру или даже меньше. В матчах профессионалов высокого уровня лимит может увеличиваться до пяти часов на партию. В матчах за высшие титулы лимит может быть и больше, достигая шести-семи часов. В таких случаях партия играется с откладыванием, в течение двух игровых дней. Го и сёги остались единственными логическими играми, в которых сохранились столь большие лимиты времени и практика откладывания партий.
В го традиционно используется дополнительное время — бёёми (или байоми — неверная транскрипция английского byo-yomi): после исчерпания основного времени игрок может продолжать партию с минимальным лимитом на каждый следующий ход (обычно даётся от 30 секунд до одной минуты на ход в любительских турнирах невысокого уровня и до 3 минут на ход в играх профессионалов за высшие титулы). Количество ходов на бёёми не регламентируется, но если игрок не успевает сделать очередной ход за отведённое время, то ему засчитывается поражение. Правила турнира могут предусматривать несколько периодов бёёми: если игрок не успел сделать ход за отведённое время, начинается следующий период бёёми, а поражение за просрочку времени фиксируется, когда все периоды будут израсходованы. Также может применяться так называемое «канадское бёёми»: дополнительное время не на один, а на несколько ходов, например, 5 минут на 10—20 ходов. Наиболее сложная схема — это фиксированный лимит, после которого следует несколько периодов канадского бёёми (следующий период начинается, если игрок не успел сделать нужное количество ходов за отведённый период), за которыми следует обычное бёёми.
Поскольку результат партии в го определяется набранными очками, в го может применяться контроль времени со штрафами. В нём игроку после исчерпания основного лимита времени добавляется некоторое дополнительное время для продолжения партии, но за это начисляется несколько штрафных очков, которые по завершении партии добавляются к очкам его соперника. Количество дополнительных интервалов ограничено; если игрок не успевает завершить партию за дополнительное время, ему засчитывается поражение. 
В первой половине XX века в профессиональном го на партию нередко давалось 10—12 часов или даже больше. Одна партия могла продолжаться несколько игровых дней. По всей видимости, максимальный лимит времени в го был применён в матче между Сюсай Хонъимбо и Китани Минору — каждому игроку давалось по 40 часов на партию (столь большой лимит был введён организаторами, чтобы не создавать затруднений мэйдзину Хонъимбо, всю жизнь игравшему без контроля времени). По завершении оказалось, что игроки израсходовали, соответственно, 20 и 34,5 часа. Матч из одной партии длился более полугода (играли по несколько часов в день, с перерывами в несколько дней для отдыха и переезда на новое место, кроме того, в середине партии Хонъимбо серьёзно заболел и партия была прервана на три месяца, пока он лечился).